# Molen Van Roo
De Molen Van Roo is een watermolen in de tot de Oost-Vlaamse gemeente Merelbeke-Melle behorende plaats Gontrode, gelegen aan de Watermolenstraat 35. De molen maak onderdeel uit van het Goed ten Abeele.
Deze watermolen op de Gondelbeek fungeerde als korenmolen en oliemolen.

## Geschiedenis
In 1405 werd de molen voor het eerst vermeld. In 1571 werd expliciet melding gemaakt van een dubbele watermolen. Oorspronkelijk was het een onderslagmolen. In 1925 werd het enig overgebleven rad vervangen door drie turbines. Eén daarvan dreef de maalstoel aan, één dreef een cirkelzaag aan en de derde zorgde voor elektrische verlichting.
In 1973 stopte ook de korenmaalderij. De turbines werden verwijderd.
Achter het molen bevindt zich nog het stampkot: de olieslagerij van 1762. Deze kwam later als zagerij in gebruik.